# Rio Branco SC
Rio Branco SC is een Braziliaanse voetbalclub uit de stad Paranaguá in de staat Paraná.

## Geschiedenis
De club werd op 13 oktober 1913 opgericht. In 1915 speelde de club al in het eerste seizoen van de Campeonato Paranaense, het staatskampioenschap. In 1956 werd Rio Branco een profclub.